# Heversham
Ne doit pas être confondu avec Haversham.
Heversham est un village et une paroisse civile de Cumbria, en Angleterre.

## Toponymie
Heversham est un nom d'origine vieil-anglaise désignant un domaine (hām) appartenant à un homme probablement nommé Hēahfrith. Il est attesté pour la première fois vers le milieu du XIe siècle sous le forme Hefresham. Dans le Domesday Book, compilé en 1086, ce nom est orthographié Eureshaim.

## Géographie
Heversham est situé dans le sud du comté de Cumbria, près de l'estuaire de la Kent, à 2 km au nord de Milnthorpe.
Administrativement, Heversham relève du district de South Lakeland. Il se trouvait jusqu'en 1974 dans le district rural du South Westmorland (en), dans le comté du Westmorland.  
La route A6 (en), qui relie Luton à Carlisle, contourne Heversham par l'ouest.

## Démographie
Au recensement de 2011, la paroisse civile de Heversham comptait 699 habitants.
| 1901 | 1911 | 1921 | 1931 | 1951 | 1961 |
| ---- | ---- | ---- | ---- | ---- | ---- |
| 339  | 359  | 372  | 341  | 379  | 484  |

| 1971 | 1981 | 1991 | 2001 | 2011 | - |
| ---- | ---- | ---- | ---- | ---- | - |
| 703  | ?    | ?    | ?    | 699  | - |

## Culture locale et patrimoine
La paroisse civile de Heversham comprend 26 monuments classés. L'église paroissiale, dédiée à saint Pierre, est d'origine médiévale. Ses parties les plus anciennes remontent au XIIe siècle, mais elle a été largement reconstruite au début du XVIIe siècle à la suite d'un incendie avant de subir une restauration en profondeur en 1868. Elle constitue un monument classé de grade II* depuis 1962.